# Inola amicabilis
Inola amicabilis är en spindelart som beskrevs av Davies 1982. Inola amicabilis ingår i släktet Inola och familjen vårdnätsspindlar.
Artens utbredningsområde är Queensland. Inga underarter finns listade i Catalogue of Life.